# Comté de Butte (Idaho)
Pour les articles homonymes, voir Comté de Butte.
Le comté de Butte est un comté des États-Unis situé dans l’État de l'Idaho. En 2000, la population était de 2 899 habitants. Son siège est Arco. Le comté a été créé en 1917.

## Géolocalisation
|                 | Comté de Lemhi | Comté de Clark     |
| Comté de Custer | Comté de Butte | Comté de Jefferson |
| Comté de Blaine |                | Comté de Bingham   |

## Démographie
| 1920  | 1930  | 1940  | 1950  | 1960  | 1970  |
| ----- | ----- | ----- | ----- | ----- | ----- |
| 2 940 | 1 934 | 1 877 | 2 722 | 3 498 | 2 925 |

| 1980  | 1990  | 2000  | 2010  | - | - |
| ----- | ----- | ----- | ----- | - | - |
| 3 342 | 2 918 | 2 899 | 2 891 | - | - |

## Principales villes
- Arco
- Butte City
- Moore